# الطائرة (فلم)
الطائرة (بالإنجليزية: The Plane) هو فيلم أكشن إثارة أمريكي من بطولة جيرارد بتلر، مايك كولتر، دانييلا بينيدا وكيلي غيل.